# 8205 Van Dijck
8205 Van Dijck (1994 PE10) là một tiểu hành tinh vành đai chính được phát hiện ngày 10 tháng 8 năm 1994 bởi E. W. Elst ở La Silla.